# Michael W. Smith
Michael Whitaker Smith (* 7. října 1957 Kenova, Západní Virginie) je americký zpěvák, skladatel, kytarista a klávesista. Během své kariéry vydal 21 alb, 6 DVD a napsal 12 knih, obdržel 3 Ceny Grammy a 32 DOVE AWARDS (informace pochází z roku 2005).

## Život a kariéra
Patří k nejambicióznějším postavám současné křesťanské hudební scény. Narodil se 7. října 1957 v západní Virginii. Jeho dětský sen byl hrát profesionálně baseball. Zvláštností je, že svoji první píseň napsal v pěti letech (píseň můžete slyšet na DVD „Live In Concert: A 20 Year Celebration“). V deseti letech odevzdal svůj život Ježíši Kristu.
Po maturitě chodil na vysokou školu při Marshall University v Západní Virginie, ale po jednom semestru ukončil studium a přestěhoval se do Nashvillu a začal se více věnovat hudbě. Přesto v 1992 Michael dostal čestný doktorát hudby udělaný v Alderson-Broaddus College v Philippi v Západní Virginii.
Začátky jeho hudební kariéry sahají do roku 1982, kdy působil jako klávesista zpěvačky Amy Grant. Po třech albech absolvoval v roce 1989 společně s Amy Grant a Gary Chapmanem velice úspěšné turné turné Lean Me On, které zhlédlo na 870 tisíc lidí. V příštím roce byl pozván, aby účinkoval o Vánocích v Bílém domě ve Washingtonu. V roce 1991 jeho hit Place In This World vylétl na 6. příčku prestižního amerického žebříčku Billboard Hot 100.
Své první album, které bylo nazváno „Michael W. Smith Project“, vydal v roce 1983. K albu napsal veškerou hudbu a jeho manželka Debbie napsala veškerý text. Na albu je mimo jiné i známá píseň „Friends“.
V roce 1994 založil klub pro teenagery nazvaný Rocketown. Klub Rocketown měl za účel shromažďovat teenagery v Cool Springs oblasti Brentwood. TN byl přeměněn na taneční parket, místnosti s hracími stoly a kavárnou. Po třech letech se klub zavřel. Nakonec vzniklo nové místo v centru Nashvillu a otevřelo bylo roce 2003.
V roce 1996 založil hudební vydavatelství Rocketown s manažerem Reunion Records Donem Donahuem. Jeho první umělec byl Chris Rice.
V roce 1999 se modlitební skupina Michaela a Debbie setkala na jejich farmě, kde rostli ve víře. Michael a Debbie pomohli založit sbor New River Fellowship s Donem Fintou - bývalým pastorem Nashville's Belmont Church, kde vede se svým synem Ryanem chvály a protože a příležitostně i kázal. „Zjistil jsem, že mám toho tolik co říct. A je to každý týden jedinečný zážitek.“ Rozrůstající společenství si nedělá žádnou reklamu a Michael k tomu s neskrývaným nadšením dodává: „Musíme si chodit do nedalekého Samova klubu půjčovat židle a pomalu se už nevejdeme do místnosti!“
Největší prioritou je ale pro něj rodina, které se nyní věnuje: „Doby dlouhých turné jsou pryč. S dětmi se vaše priority změní. Nechci se unavit k smrti koncertováním a nahráváním nějaké desky, když chci být raději s dětmi. Lidé nechtějí vidět nějaké super show. Proč bych měl někoho oslnit víc než předtím?“ A tak plánuje méně koncertů a hledá jiné cesty, jak se setkávat s lidmi. Největším důvodem, proč je Michael tak neochotný dávat autogramy, že je to hodně neosobní: „Raději trávím čas s lidmi tváří v tvář, při rozhovoru, modlitbě…“
Během své kariéry měl příležitost zpívat pro prezidenty a národní vůdce, a počty jeho přátele. Např.: pro George Bushe, reverenda Billyho Grahama, jeho syna Franklina Grahama (Michael byl aktivní v evangelizačních kampaních Billyho Grahama) atd.
Říká se, že je nejzaměstnanější muž v celém Nashvillu, vždyť od roku 1998 (kdy vydal 2 alba) pravidelně každý rok vydává album. Výjimku tvoří rok 2005, kdy na jaře natáčel film The Second Chance, natáčel k filmu soundtrack a na podzim měl evropské turné. Michael ke své zaměstnanosti dodává: „Občas, když se ráno probudím, tak si říkám co bych ještě mohl udělat a nejsem si jist, zda bych mohl něco jmenovat.“
Na otázku, v rozhovoru, který byl zveřejněn na podzim 2005 na jeho oficiálních stránkách, jaké bude jeho příští album se vyjádřil, že neví, ale přiznal, že velice rád vzpomíná na instrumentální albu Freedom a na koncerty typu praise and worship (chválící alba Worship a Worship Again) a rád by si tyto „projekty“ zopakoval.
I přes svou vytíženost a nepochybný úspěch ale nepřestává být sám sebou a povzbuzuje křesťany k tomu, aby žili každý den s Bohem. Na to je také zaměřeno jeho album z roku 1999 This Is Your Time (Teď je řada na tobě). Titulní píseň je reakcí na masakr 15 studentů v Columbine High School, kde byla zabita i 17letá studentka Cassie Bernhall, která vydala těsně před svou smrtí svědectví o Bohu. Během dramatu ve školní knihovně na ni jeden z útočníků namířil zbraň a zeptal se: „Věříš v Boha?“ Odpověděla kladně a byla ihned zastřelena. „Nenapsal jsem tu píseň, abych se přiživil na té tragédii, ale z čistého motivu. Cassie věřila v Boha a kvůli tomu přišla o život“, říká Michael, „A teď je řada na nás, abychom i my žili naši víru viditelně.“
V roce 2004 se dal dohromady se spisovatelem Maxem Lucadem a udělali setkání „Come Thirsty“ (česky: Pojďte žízniví), kde Michael hrál písně z alba Healing Rain a Max Lucado kázal a povzbuzoval ke křesťanské víře.
Jedná se o jedinečného průkopníka křesťanské hudby. Hraje střední proud a našli si ho fanoušci všech věkových kategorií. Za svoji třiadvacetiletou kariéru vydal 18 alb, obdržel 3 Ceny Grammy, 32 DOVE AWARDS, napsal 12 knih. Složil jednu z nejoblíbenějších písní chval Agnus Dei a s pomocí Amy Grant složil Thy Word. Během své kariéry měl příležitost zpívat pro prezidenty a národní vůdce (George Bush, Billy Graham). To že právem obdržel čestný doktorát hudby dotvrzuje jeho geniální album Freedom.

## Diskografie

### Alba
- The Michael W. Smith Project (1983)
- Michael W. Smith 2 (1984)
- The Big Picture (1986)
- The Live Set (1987)
- i 2 (EYE) (1988)
- Christmas (1989)
- Go West Young Man (1990)
- Change Your World (1992)
- The First Decade (1993)
- The Wonder Years (1993)
- I'll Lead You Home (1995)
- Live the Life (1998)
- Christmastime (1998)
- This Is Your Time (1999)
- Freedom (2000)
- Worship (2001)
- Worship Again (2002)
- The Second Decade (2003)
- Healing Rain (2004)
- Stand (2006)
- It's A Wonderful Christmas (2007)
- A New Hallelujah (2008)
- Wonder (2010)
- Glory (2011)

### Video (DVD)
- Live in Concert – A 20 Year Celebration (DVD) (2003)
- Worship (DVD) (2002)